# Ernest Prater

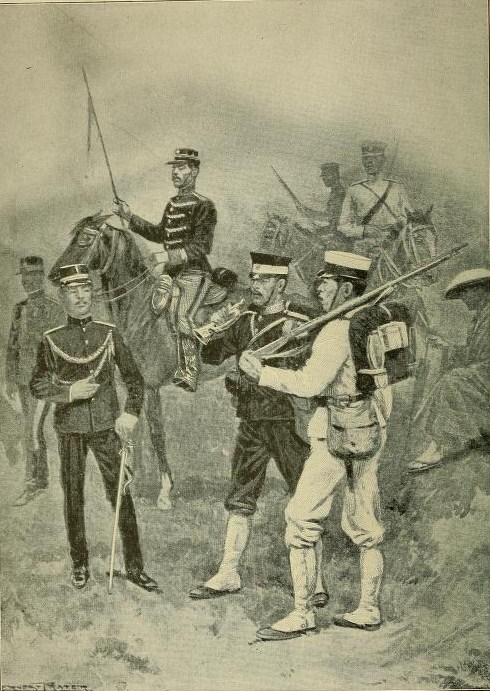
Soldater från den japanska armén (1904 illustration).

Ernest Prater, född 1864, död 1950, var en engelsk konstnär och bokillustratör. Han var även känd för sitt arbete som krigskorrespondent och reportagekonstnär under Anglo-Boerkriget.

## Liv och verk
Prater föddes i Islington i London, av kornoisk härkomst; hans far var Joseph Prater från Crantock, Cornwall. Han gick på Dr. Devonshires skola i London och började sitt yrkesverksamma liv som förläggare och började teckna. Hans namn återfinns i Who's Who in Art 1929, där det står att hans fritidsintressen inkluderade alla typer av hårda sporter.
Han tjänstgjorde en tid vid 3:e Middlesex Artillery. Han blev en krigskorrespondent för The Sphere under Boerkriget, knuten till General Bullers kolonn, och skickade tillbaka illustrationer från slagfältet. Han arbetade också för tidningarna Black &amp; White Budget och The Graphic. Förutom att han var illustratör var han en skicklig fotograf. Han bidrog med illustrationer till Strand Magazine, Pall Mall Gazette och Boy's Own Paper och för böcker publicerade av Society for Promoting Christian Knowledge, Religious Tract Society, Carey Press, Sheldon Press och andra.
Prater specialiserade sig på att illustrera äventyrsberättelser för pojkar. Bland de välkända författare vars verk han illustrerade var GA Henty, RM Ballantyne, WHG Kingston, Percy F. Westerman, Frank T. Bullen, Tom Bevan, Herbert Hayens och Bessie Marchant.
Han uppmärksammades för sin målning The Last Pass: A Thrilling Moment in a Rugby Match'.
Han samarbetade också med Sidney Paget, illustratören för Sherlock Holmes- böckerna av Sir Arthur Conan Doyle. En sådan teckning var begravningen för drottning Victoria (plats okänd).
1911 bodde han i Newquay, The Leas, Westcliff i församlingen Prittlewell. Hans yrke är konstnär Illustratör B och W. I hushållet bor hans fru Florence Alice Prater (född Norris) och deras barn Gladys Alma (11), Marie Lilian Marguerite (9), Minnie Winifred (6), Ruby Albina (3) och Raleigh Brandon (1). Han dog i London söndagen den 11 juni 1950, 86 år gammal. Ett fotografi av honom dök upp i The Sphere den 27 januari 1900 och i The Year's Art 1901.